# Birgitte Gøye

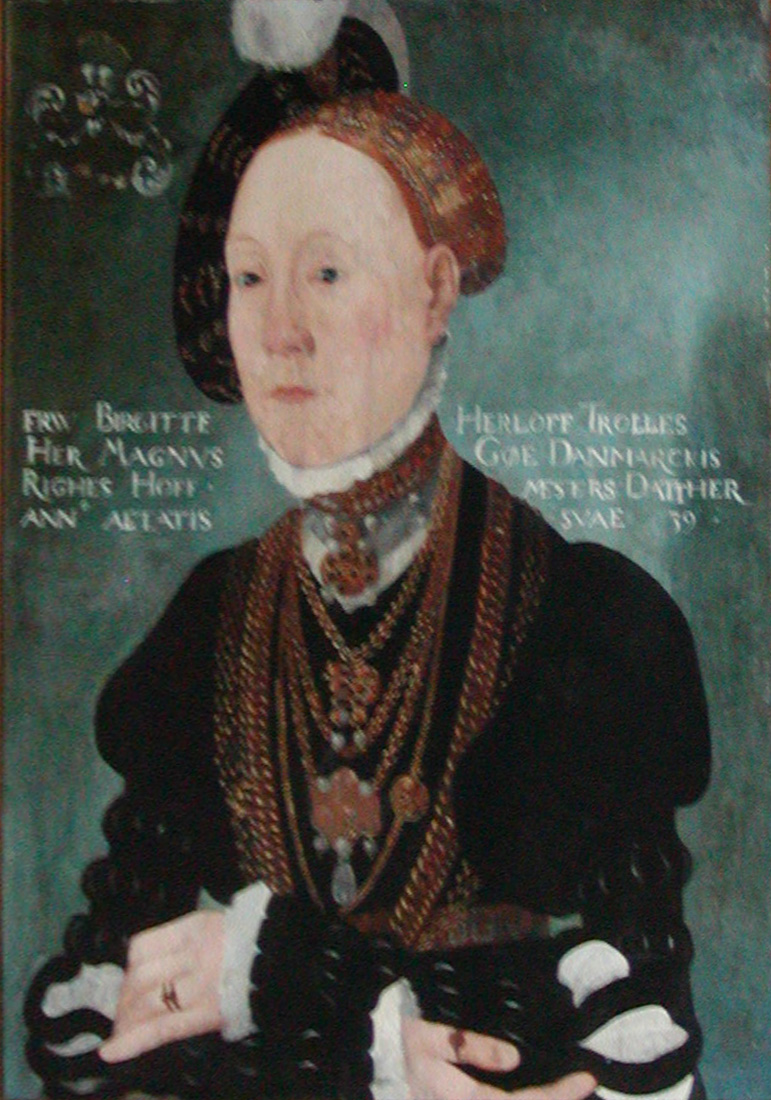
Birgitte Gøye, zeitgenössisches Porträt im Schloss Frederiksborg

Birgitte Gøye, auch Birgitte Gjøe (* 1511; † 26. Juli 1574 in Herlufsholm) war eine dänische Adlige, Hofdame und Schulgründerin von Herlufsholm.

## Leben
Birgitte Gøye entstammte dem dänischen Uradelsgeschlecht Gøye/Gjøe. Sie war das achte und jüngste Kind des dänischen Reichshofmeisters Mogens Gøye († 1544) aus dessen erster Ehe mit Mette Bydelsbak († 1513). Nach dem frühen Tod ihrer Mutter wurde sie im Benediktinerinnenkloster Ringkloster erzogen, bis sie nach der Wiederverheiratung des Vaters mit Margrethe Sture 1515 wieder nach Hauses nach Skanderborg zurückkehrte. Nach dem Tod der Stiefmutter 1528 lebte sie im Haushalt ihrer verheirateten älteren Schwestern, zunächst bei Sophie, der Hofmeisterin der mit Herzog Albrecht von Preußen verheirateten Schwester des Königs, Dorothea, und nach deren Tod 1537 bei Pernille. 1538 wurde sie Hofdame von Königin Dorothea.
Ihr Vater hatte gegen ihren Willen 1525 ihre Verlobung mit dem etwa zwanzig Jahre älteren Gutsbesitzers Jesper Daa arrangiert. Ihre Weigerung wurde von den Eltern als jugendlicher Trotz angesehen. Als sie nach dem Tod der Stiefmutter das Elternhaus verließ, sandte sie das Verlobungsgeschenk an Daa zurück. Da eine Verlobung aber als bindender Ehevertrag angesehen wurde, konnte keiner von beiden heiraten. Als Hofdame appellierte sie dann an König Christian III. Dieser ließ die lutherischen Bischöfe und die Professoren der Universität Kopenhagen den Fall untersuchen. Sie kamen zu dem Schluss, dass eine Ehe durch einvernehmliche Zustimmung beider Partner begründet werden. Die Verlobung wurde 1540 für aufgelöst erklärt. Christian III. nahm ihren Fall zum Anlass, Verlobungen Minderjähriger, die die Eltern  ohne deren Einwilligung arrangierten, zu verbieten.

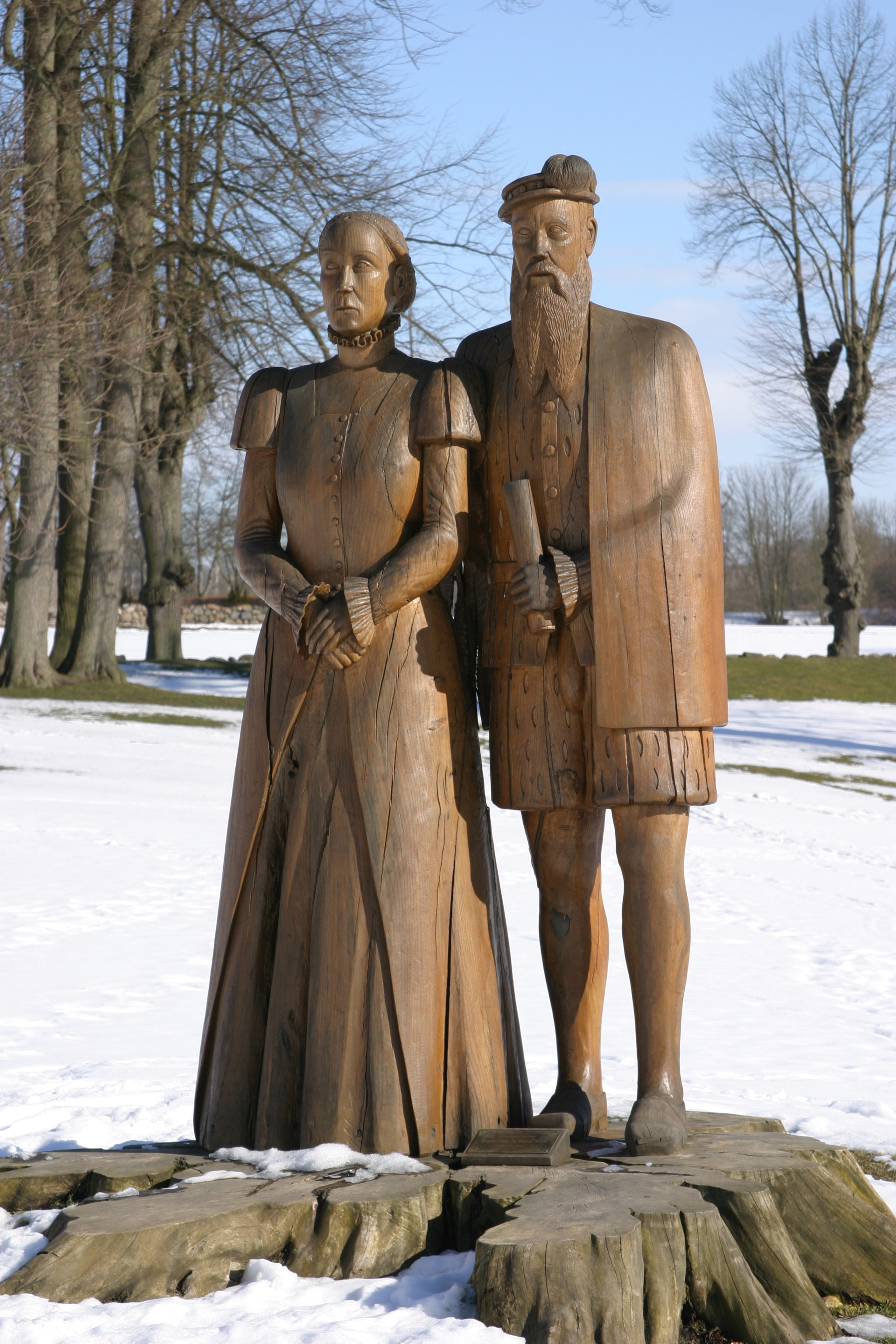
Statue von Herluf Trolle und Birgitte Gøye, Herlufsholm

Kurz nach dem Tod ihres Vaters heiratete sie 1544 Herluf Trolle, den jüngeren Bruder des zweiten Ehemanns ihrer Schwester Pernille, den sie vermutlich am Hof kennengelernt hatte. Trolle war zwar wohlhabend, aber nicht so reich wie die Familie Gøye. Das Paar hatte keine eigenen Kinder; dafür nahm sie zahlreiche Töchter aus der Verwandtschaft und dem Landadel in ihrem Haus auf und verschaffte ihnen eine humanistische Bildung.
1560 gründete sie mit ihrem Mann auf ihrem Besitz, dem im Zuge der Reformation aufgelösten Kloster Skovkloster bei Næstved im Südwesten der dänischen Hauptinsel Seeland, die Lateinschule Herlufsholm. Trolle hatte während des Studiums an der Universität Wittenberg die Bekanntschaft mit Philipp Melanchthon und seinen Erziehungsvorstellungen gemacht und setzte diese gemeinsam mit seiner Frau nicht nur in Herlufsholm um. Auch die Lateinschulen in Roskilde und Helsingör wurden von beiden durch erhebliche Geldzuwendungen gefördert. Nach seinem Tod leitete Birgitte Gøye die Schule noch bis 1567 selber weiter. Herlufsholm besteht heute noch als Schule und Internat.
Die Heimkehr ihres toten Mannes, der als Admiral der dänischen Flotte im Juni 1565 bei einer Seeschlacht zum Tode führende Verwundungen erlitten hatte, nach Herlufsholm beschrieb Theodor Fontane in seiner Ballade Admiral Herluf Trolles Begräbnis:
Die Wittwe stand vor dem Trauerhaus

In ihrer Frauen Mitten.

Am Eingange stand sie, grüßte den Zug,

Aufrecht und ungebrochen.
1572 kehrte sie nach Næstved zurück; kurz darauf erhielt sie als Dotation der Krone das Gut Ydernæs bei Næstved.

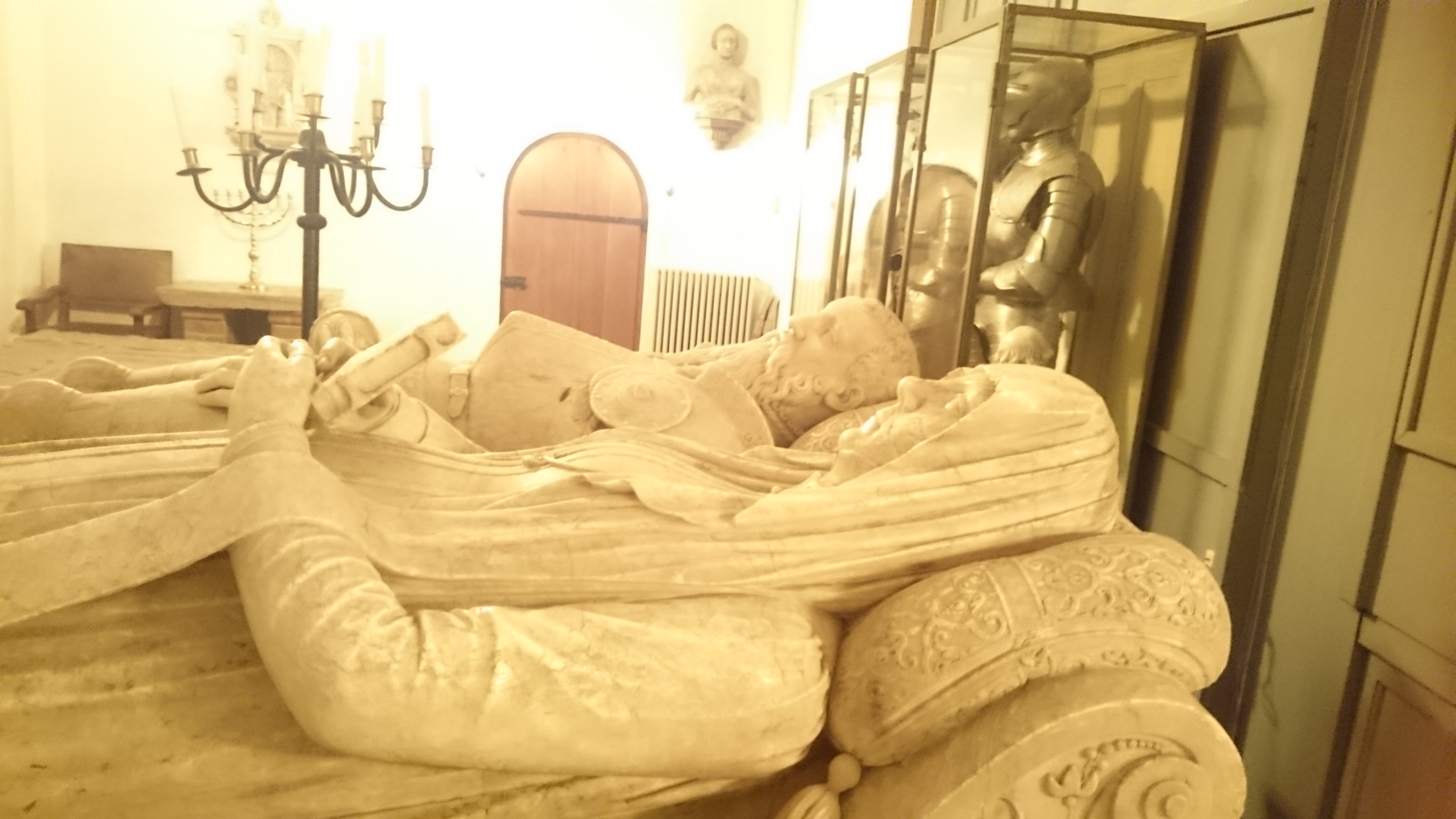
Grabmal für Herluf Trolle und Birgitte Gøye in der Herlufsholm Kirke

Birgitte Gøye starb 1574. Sie wurde neben ihrem Mann in Herlufsholm beigesetzt. Das Grabmal für beide schuf der flämische Bildhauer Cornelis Floris II.